# Askernish House

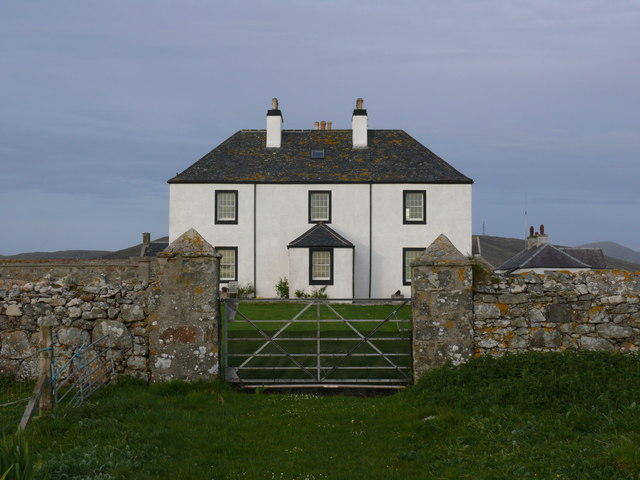
Askernish House von Westen

Askernish House ist ein Bauernhaus auf der schottischen Hebrideninsel South Uist. 1971 wurde das Gebäude in die schottischen Denkmallisten in der Kategorie B aufgenommen.

## Geschichte
Askernish House wurde 1835 errichtet und entstand damit noch unter der Herrschaft des Clan Ranald, welche die Insel 1838 an John Gordon of Cluny veräußerte. 1844 wurde im Lochboisdale Hotel ein Pächter für den Hof gesucht. Zwei Jahre später wurden die Stallungen ergänzt. Später im Laufe des Jahrhunderts lebte der Faktor der Insel auf Askernish House. Zu dieser Zeit wurde der Bürotrakt ergänzt, woraus der T-förmige Grundriss des Gebäudes resultiert.

## Beschreibung
Askernish House steht am Westrand der kleinen Streusiedlung Askernish nahe der Südwestküste South Uists. Es ist im nüchternen georgianischen Stil ausgestaltet. Die westexponierte Hauptfassade des zweigeschossigen Gebäudes ist drei Achsen weit. Von dort bietet sich ein Atlantik-Panorama. Die Fassaden von Askernish House sind mit Harl verputzt, wobei Einfassung und Details farblich abgesetzt sind. Aus der Hauptfassade tritt mittig ein kleiner Vorbau mit Walmdach heraus. Rückwärtig geht ein Kreuzgiebel ab, der eine Achse weit ist. In die Fassaden sind zwölfteilige Sprossenfenster eingelassen. Askernish House schließt mit einem schiefergedeckten Walmdach. An der Südostseite wurde ein moderner Wintergarten ergänzt. An der Westseite schließt ein umfriedeter Garten an.